# Bous (Saar)
Bous település Németországban, azon belül Saar-vidék tartományban. Lakosainak száma 7058 fő (2023. december 31.).

## Népesség
A település népességének változása:
| Lakosok száma | 7087 | 7011 | 6978 | 7055 | 7058 |
|               | 2017 | 2019 | 2021 | 2022 | 2023 |